# For Better or For Worse
Pour les articles homonymes, voir Pour le meilleur et pour le pire.
For Better or For Worse (« Pour le meilleur et pour le pire », en français) est un comic strip de l'Ontarienne Lynn Johnston publié de 1979 à 2008. Cette bande dessinée humoristique raconte l'histoire de la famille Paterson.

## Personnages

### Personnages principaux
- John Paterson : le patriarche des Paterson
- Ellie Paterson : la matriarche des Paterson
- Michael Paterson : fils aîné des Paterson
- Elisabeth Paterson : première fille des Paterson
- April Paterson : plus jeune fille des Paterson
- Deanna : épouse de Michael
- Meredith : fille aînée de Michael
- Robin : fils cadet de Michael

### Animaux des Paterson
- Farley : premier chien des Paterson, mourut après avoir sauvée la vie d'April de la noyade.
- Edgard : deuxième chien des Paterson, semblable à Farley.

## Coming out de Lawrence
L'un des amis homosexuels de Lynn Johnston, Michael Boncoeur, est assassiné à Toronto. En hommage, elle écrit le coming out de Lawrence Poirier dans le comic strip en 1993 ce qui suscite la controverse. En 1998, elle reçoit le GLAAD Media Award for Outstanding Comic Book pour la série.

## Documentation
- Patrick Gaumer, « For Better or For Worse », dans Dictionnaire mondial de la BD, Paris, Larousse, 2010 (ISBN 9782035843319), p. 328-329.
- (en) Lynn Johnston, The Lives Behind the Lines. 20 Years of For Better or For Worse, Andrews and McNeel, 1999.